# Re-Calais
Pour plus de détails, voir Fiche technique et Distribution.
Re-Calais est un film documentaire français réalisé par Yann Moix, diffusé à la télévision par Arte le 9 juin 2018. Pendant 9 mois, Yann Moix a été à Calais pour filmer les migrants cherchant à rejoindre le Royaume-Uni et le quotidien des habitants de la ville.

## Accueil
L'accueil critique du documentaire a été divisé. La revue La Règle du jeu le qualifie de « percutant ». Télérama l'estime « décevant ». Le Monde estime que le documentaire, « entre rage et humour », aide à « déconstruire les clichés »

## Controverses
Avant la diffusion du documentaire, Yann Moix dénonce la violence de policiers envers les migrants. Il accuse dans une lettre ouverte le président Emmanuel Macron d'avoir instauré un « protocole de la bavure ». Il affirme avoir filmé ces violences dans son documentaire. Certains médias notent cependant que Re-Calais ne présente pas de preuves de telles violences,,.
Le réalisateur s'est par ailleurs insurgé de la diffusion de son documentaire à 18 h 45 et non en première partie de soirée.